# Airhead

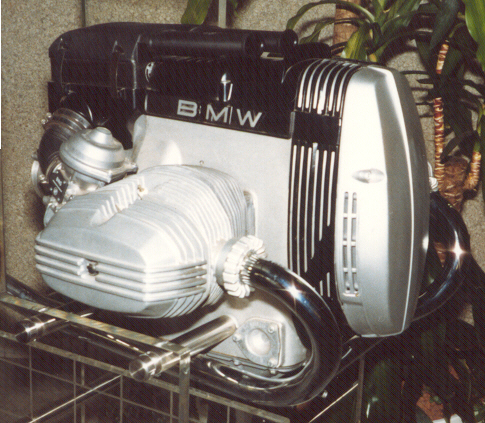
Airhead uit de /7-serie (1983)

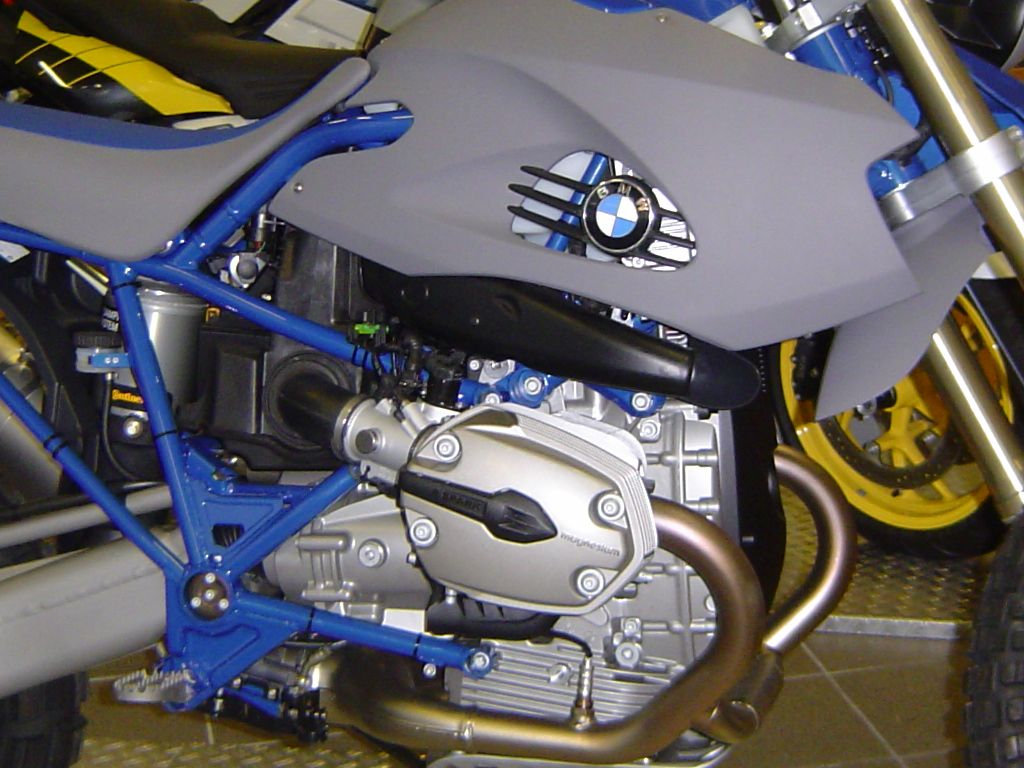
Oilhead uit een BMW HP 2 uit 2006

Airhead is de Amerikaanse benaming van de klassieke luchtgekoelde boxermotoren die gebouwd werden door BMW vanaf 1923. 
Dit type motoren werd gebouwd tot 1996 en nadien vervangen door een lucht/oliegekoelde boxermotor die in het Engels Oilhead genoemd wordt. Deze Oilheads zijn van het type 259 dat voor de eerste keer verscheen in de originele R 1100 RS in 1993.
In de Verenigde Staten bestaat er een heuse cult rondom deze klassieke motorfietsen onder de noemer Airheads.
In Vlaanderen is er de Boxerclub die deze gedachte hoog houdt.